# Jurica Pavičić

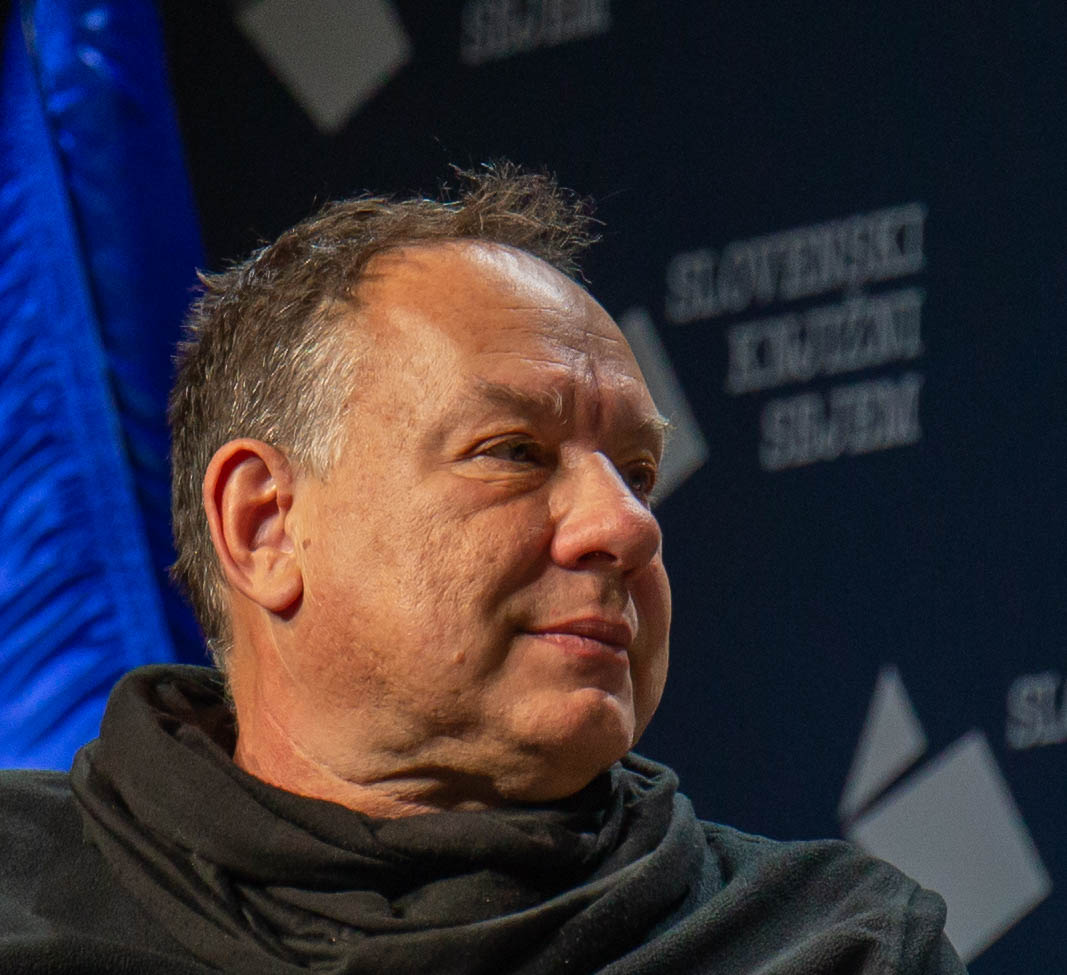
Jurica Pavičić

Jurica Pavičić (* 1965 in Split) ist ein kroatischer Schriftsteller, Journalist, Film- und Literaturkritiker.

## Leben
Pavičić hat an der Universität Zagreb studiert und ist Magister der komparativen Literatur und Geschichte. Er arbeitet als freier Journalist für verschiedene kroatische Zeitungen.
Jurica Pavičić hat mehrere Romane geschrieben: In seinem Erstling Ovce od gipsa (1997) schildert er die Ermordung des Serben Tišma in Split 1992 durch kroatische Soldaten. Anhand der Geschichte zeigt er das Leben von Zivilisten während des Krieges. Vinko Brešan hat den Roman als Grundlage für seinen Film Svjedoci (deutscher Titel Die Zeugen) genutzt. Die Zeugen wurden bei der Berlinale 2004 mit dem Friedenspreis ausgezeichnet (siehe auch Internationale Filmfestspiele Berlin 2004).
Einen Teil der Protagonisten trifft man in Pavičićs zweiten Roman Nedeljnji prijatelj (2000) wieder. Hier beschreibt und kritisiert er die Korruption in Kroatien.
Nach der Erzählung Patrola na cesti aus dem gleichnamigen Erzählband entstand eine fünfteilige Fernsehserie unter der Regie von Zvonimir Jurić, produziert von Kinorama. Die Serie wurde 2016 im kroatischen Fernsehen ausgestrahlt.
Für seine Arbeit als Filmkritiker wurde Jurica Pavičić 1993 mit dem Vladimir-Vuković-Preis ausgezeichnet. 1996 erhielt er für seine Kolumne Vijesti iz Liliputa, in der er die Gesellschaft, Politik und Kultur in Kroatien seziert, den Marija-Jurić-Zagorka-Preis des kroatischen Journalistenverbands, 2002 wurde er für seinen Beitrag zum Journalismus mit dem Veselko-Tenžera-Preis ausgezeichnet und 2007 mit dem Miljenko-Smoje-Preis der Zeitung Slobodna Dalmacija.
Der Roman Crvena voda (deutsche Ausgabe Blut und Wasser, erschienen 2020 im Verlag schruf & stipetic; ISBN 9783944359496) wurde mit dem Fric-Preis für das beste 2017 in Kroatien veröffentlichte Prosawerk und dem Gjalski-Preis 2018 für den besten Roman in kroatischer Sprache ausgezeichnet sowie für den Meša-Selimović-Preis für den besten Roman 2017 aus Bosnien und Herzegowina, Kroatien, Serbien und Montenegro nominiert. Die französische Ausgabe des Romans mit dem Titel L'eau rouge, übersetzt von Olivier Lannuzel, wurde mehrfach als bester ausländischer Kriminalroman ausgezeichnet: Prix Transfuge 2021, Prix du polar européen 2021, Grand prix de littérature policière 2021 und Prix Mystère de la critique 2022.
Jurica Pavičić ist Unterzeichner der 2017 veröffentlichten Deklaration zur gemeinsamen Sprache der Kroaten, Serben, Bosniaken und Montenegriner.

## Werke
- Ovce od gipsa, Roman, 199
  - in deutscher Sprache erschienen als Nachtbus nach Triest; Verlagshaus No.8 (2001); ISBN 3934763065, vergriffen.
  - Eine Neuauflage der überarbeiteten deutschen Übersetzung von Brigitte Kleidt erschien 2019 unter dem Titel Die Zeugen im Verlag schruf & stipetic; ISBN 9783944359441
- Nedeljnji prijatelj, Roman, 2000
- Trovačica, Drama, 2000
- Minuta 88, Roman, 2001
- Kuća njene majke, Roman, 2005
- Crvenkapica; ISBN 9789532016154, Roman, 2006
- Patrola na cesti; ISBN 9789532018943, Erzählungen, 2008
  - in italienischer Sprache erscheinen als Il collezionista di serpenti; Salento Books / Besa Editrice (2013); ISBN 9788849708554
- Brod u dvorištu; ISBN 9789533045443, Erzählungen, 2013
- Tabernakel; ISBN 9783944359045, drei Erzählungen in deutscher Übersetzung von Susanne Böhm und Blanka Stipetić, schruf & stipetic (2014)
- Helden; ISBN 978-3-944359-08-3, drei Erzählungen in deutscher Übersetzung von Susanne Böhm und Blanka Stipetić, schruf & stipetic (2015)
- Verrat; ISBN 978-3-944359-42-7, drei Erzählungen in deutscher Übersetzung von Blanka Stipetić, schruf & stipetic (2019)
- Žena s drugog kata; ISBN 9789533133836, Roman, 2015
  - in deutscher Übersetzung von Blanka Stipetić erschienen unter dem Titel Ein Tod für ein Leben, schruf & stipetic (2017); ISBN 9783944359236
- Fremde Helden; ISBN 978-3-944359-45-8 (gebundene Ausgabe), ISBN 978-3-944359-52-6 (Taschenbuch), in deutscher Übersetzung von Susanne Böhm und Blanka Stipetić, schruf & stipetic (2019)
- Crvena voda; ISBN 9789533136011, Roman, 2017
  - in deutscher Übersetzung von Blanka Stipetć erschienen unter dem Titel Blut und Wasser, schruf & stipetic (2020); ISBN 9783944359496
- Mater dolorosa (2022)
  - Mater Dolorosa, deutsche Übersetzung Blanka Stipetć. Schruf & Stipetic, Berlin 2025, ISBN 978-3-944359-81-6.

## Quelle
1. ↑  SVJEDOCI (Die Zeugen). gartenbaukino.at, abgerufen am 2. Dezember 2021. abgerufen am 17. Januar 2017

| Personendaten    | Personendaten                             |
| ---------------- | ----------------------------------------- |
| NAME             | Pavičić, Jurica                           |
| KURZBESCHREIBUNG | kroatischer Schriftsteller und Journalist |
| GEBURTSDATUM     | 1965                                      |
| GEBURTSORT       | Split                                     |